# حسن علي طرادة
حسن علي محمد طرادة (ولد في 1923 في المنامة، البحرين - توفي في 1 مايو 2013 في مدينة عيسى، البحرين) ناشط ومؤلف بحريني. يعتبر من رواد العمل التطوعي في مملكة البحرين وله عدة نشاطات وخدمات في مجال الصحة والسلامة المهنية.

## النشأة والتعليم
ولد طرادة في العام 1923 في العاصمة البحرينية المنامة. والده هو علي محمد طرادة. يرجع لقب العائلة إلى أن جده الأكبر محمد الذي اضطر إلى مغادرة مسفط رأسه قرية السهلة الجنوبية جنوب غرب المنامة والعيش في البصرة جنوب العراق وفي إحدى الأمسيات وفي خلال مسابقات الخيل التي كانت تجري عليها الرهانات أي على الخيل التي تسبق غيرها كان جده من المشاركين فيها وقد وقع الرهان على فرسه وفازت في السباق وكان هذا السباق قد جرى في العراق بالقرب من نهر دجلة ومعروف أن العرب تطلق على الخيل السريعة الجري كلمة «خيل طراده». وبعد مرور سنوات شعرت العائلة بالحنين إلى روع الوطن الأم البحرين فعاد فيمن عاد إلى وطنه واستقر في فريج المخارقة. وأنجب الجد محمد من البنات والأبناء عفيفة وأمينة وعلي وهذا الأخير تزوج امرأتين الأولى أنجب منها حميد وأحمد وجعفر والأخرى مريم التي أنجبت حسن وفاطمة وسلامة.
تم ادخاله إلى ما يعرف بالمعلم «الكتاتيب» في تلك الفترة حيث إن التعليم النظامي شبه منعدم اللهم إلا في مدرسة الهداية الخليفية في المحرق والمباركة العلوية في البلاد القديم والجعفرية في المنامة وهي مدارس بدأت أهلية ثم تحولت إلى حكومية وفي المعلم تعلم قراءة القرآن الكريم ولما كبر قليلا ألحق بالخطيب الشيخ محمد علي حميدان. رغم حبه وشغفه بالمدرسة وتعليمها النظامي الحديث بدليل أنه لم يغب يوما قط وكان متفوق في دراسته إلا أن عوامل عديدة تراكمت ودفعته إلى التخلي عن الدراسة وترك كراسي المدرسة منها وفاة والدته في عام 1930. في العام 1934 التحق بالمدرسة الخليفية وفي العام 1939 التحق بمدرسة الصناعة.

## المسيرة المهنية
في العام 1939 التحق بالعمل في شركة نفط البحرين الوطنية (بابكو). يعتبر طرادة من أوائل الموظفين البحرينيين في شركة نفط البحرين (بابكو) وقد عمل في الشركة 39 عام في عدة وظائف وأقسام. ساهم مساهمة كبيرة في إنشاء مدرسة السلامة بشركة بابكو في العام 1958 التي ساهمت في نشر أفكار ومفاهيم السلامة في الشركة. ساهم في تأسيس جمعية الصحة والسلامة في مملكة البحرين في العام 1979.
عمل في وزارة العمل والشئون الاجتماعية وأسس قسم السلامة ومدرسة السلامة بالوزارة في العام 1970. حضر عدة دورات ومؤتمرات دراسية داخل البحرين وخارجها في كل من الجامعة الأميركية في بيروت وجامعة أكسفورد ببريطانيا وتركزت معظم هذه الدورات حول الصحة والسلامة وما يتعلق بهذا المجال. له عدة نشاطات في مجال الصحة والسلامة محليا وخارجيا وشارك في الدعوة لإنشاء جمعيات الصحة والسلامة بدول مجلس التعاون الخليجي.
عضو في عدة جمعيات منها:
- جمعية الصحة والسلامة.
- جمعية تاريخ وآثار البحرين.[4]
- جمعية الروتاري.
- جمعية البحرين للتاريخ الطبيعي.
- جمعية البحرين الخيرية.
- جمعية مرضى السكر.
- جمعية مرضى السرطان.
- جمعية مكافحة التدخين.
- جمعية الهلال الأحمر البحريني.

وترأس جمعية الرفق بالحيوان.

## التكريم والجوائز
في يناير 2010 كرمته جمعية تاريخ وآثار البحرين بوصفه عضو مؤسس وبمناسبة مرور 50 عام على عضويته في الجمعية.

## الحياة الشخصية
تزوج عام 1930 بفضل أخته الكبيرة التي باعت ما تملكه من مصوغات ذهبية لتوفر له المال للزواج حيث تزوج زوجتي الأولى ورزق منها أبنائه فيصل وفريد وفهد وفتحي وعلي ووفية وبهية وجميلة وقد أنعم الله علي منهم بأحفاد بلغ عددهم الأربعين حفيد وقد توفيت زوجته في 26 أغسطس 1967 وبعد عام من انتقاله من فريج المخارقة عام 1966 إلى منطقة العدلية بعد أن بنى بيت على أرض هبة من قبل الأمير عيسى بن سلمان آل خليفة. ثم تزوج زوجة ثانية وذلك بعد مرور ثلاث سنوات على رحيل الأولى وأنجبت منها علي ونادية وأما والده فقد توفي في 26 أغسطس 1967 ثم انتقل إلى مدينة عيسى بسبب حصوله على قطعة أرض هبة من الأمير وقام ببنائها وسكنها عام 1982.

## ببلوغرافيا
صدر له كتاب بعنوان: «مشواري في الحياة» يروي سيرته.

## الوفاة
توفي طرادة يوم الأربعاء 1 مايو 2013 الموافق 20 جمادى الآخرى 1434 للهجرة عن عمر ناهز 90 سنة وشيع في اليوم التالي في مقبرة المنامة.
خصص نادي روتاري المنامة اجتماعه الأسبوعي لتأبين طرادة والذي خدم النادي على مدى 43 عام متواصلة حيث كان عضو فعال وبارز منذ عام 1970 وحضر ذكرى التأبين والذي أقيم في فندق الخليج أكثر من 30 عضو من النادي وكذلك عدد من أفراد أسرته وعدد من المدعوين حيث استذكر الحضور إنجازات الراحل على جميع المستويات حيث يمتاز الراحل بدماثة خلقه. وافتتح الرئيس السابق لنادي روتاري المنامة حسين تدين كلمات التأبين.